# Anna Hultin
Anna Hultin, född 27 november 1965 i Sibbo, är en finlandssvensk skådespelare. 

## Biografi
Hultin blev tusentals familjers favorit 1987–1988 då hon skrek sitt lyckoskri som Ronja rövardotter på Svenska Teatern. Hon har också medverkat i Teater Mars och Joakim Groths team, i Den kaukasiska kritcirkeln 1992, i Måsen 1989 och som Aapo i Aleksis Kivis Sju bröder 2001. Dessutom var hon med i Joakim Groths trilogi, första och andra delen Intermezzo på Johannis och En ängel flög förbi. 
Till sitt temperament är hon som ett kvicksilver på scenen då hon får spela ut som komedienn. Musikalisk och välsjungande har hon medverkat i musikaler och revyer, till exempel som Sally i den av Neil Hardwick regisserade Me and My Girl på Svenska Teatern 1995. I Pojken Blå 1998 var hon Radha; hennes man, musikern Douglas Pashley, stod för musiken. 
I tv har hon tillsammans med Peppe Forsblom gjort det populära programmet Kissa vieköön, på finska, och i serien Falkenswärds möbler var hon den smått neurotiska Stina Falkenswärd-Jansson. 
Hultin var Vegas sommarpratare år 2011.